# Megumi Fuchida
Megumi Fuchida (jap. 渕田萌生 Fuchida Megumi; ur. 7 lipca 2000) – japońska judoczka. 
Trzecia na mistrzostwach świata w 2025 w drużynie. Złota medalistka mistrzostw Azji w 2025. Druga na mistrzostwach kraju w 2025 roku.